# Coptochiroides
Coptochiroides är ett släkte av skalbaggar. Coptochiroides ingår i familjen Aphodiidae.
Kladogram enligt Catalogue of Life:
| Coptochiroides | \| \| Coptochiroides laotianus \| \| \| \| \| \| Coptochiroides subcostatus \| \| \| \| |
|                | \| \| Coptochiroides laotianus \| \| \| \| \| \| Coptochiroides subcostatus \| \| \| \| |
|                | Coptochiroides laotianus                                                                |
|                |                                                                                         |
|                | Coptochiroides subcostatus                                                              |
|                |                                                                                         |